# Phoenix Football Academy Marrakech
Pheonix Football Academy Marrakech (en arabe: أكاديمية فينيكس مراكش), appelée couramment Phoenix Marrakech, est un club marocain de football évoluant en première division basé à Marrakech. Il accueille ses matchs au Complexe M'hamid,,

## Histoire
Fondé en 2019 par le président Ahsane Ahmed, le club est parvenu dans un premier temps à accéder à la deuxième division à l'issue de la saison 2019-2020 impactée par la pandémie de Covid-19. Puis après trois saisons passées dans le deuxième niveau national, le club réussit à accéder à la première division en remportant le championnat national D2 (poule sud) de la saison 2022-2023.

## Palmarès
- Championnat du Maroc D2 (Poule Sud) (1) :
  - Champion : 2022-2023